# Gaskonjski dijalekt
Gaskonjski jezik ili dijalekt (ISO 639-3: oci; okitanski; occitan; nekada je smatran posebnim jezikom i je bio označavan kodnim nazivom ISO 639-3: gsc), dijalekt malenog romanskog naroda poznatog kao Gaskonjci, oko 400 000 pripadnika, koji se govori u francuskoj provinciji Gaskonji (250 000 govornika) od Médoca do Pireneja, i od Atlantika do Katalonije.
U Španjolskoj živi svega 5552 (1991.) Gaskonjaca, a njih 3814 se služi materinskim jezikom. Gaskonjski pripada široj okcitanskoj skupini iberoromanskih jezika. Ima nekoliko pod-dijalekata, u Francuskoj su to landais, béarnais (biarnese), ariégeois i aranese, i u Španjolskoj baish aranés, mijaranés aranés i naut aranés.

## Vanjske poveznice
- Ethnologue (14th)
- Ethnologue (16th)